# Martinice (okres Žďár nad Sázavou)
Martinice (německy Martinitz) jsou obec v okrese Žďár nad Sázavou v Kraji Vysočina. Žije zde 462 obyvatel.

## Historie
První písemný doklad existence našich Martinic je kladen do šedesátých let 14. století, buď k roku 1365 nebo do roku 1366. Obě zprávy spojují Martinice s vlastnictvím rodu pánů z Tasova a jejich příbuzných, píšících se po Konici a Myslibořicích. Ve skutečnosti dosud nejstarší zjištěnou zmínku obsahuje listina, sepsaná v roce 1344 na hradě Tasově. Jejím prostřednictvím dávají Anežka, vdova po zemřelém Dobešovi z Tasova, a její syn Jan kostelu sv. Petra v Tasově roční plat ve vsi Martinicích a zakládají mešní nadaci. Je tedy zřejmé, že již před polovinou 14. století patřily Martinice k majetkům pánů erbu černého orlího křídla, podobně jako i jiné vesnice v okolí.

## Pamětihodnosti
- obecní zvonice
- pomník padlým v první světové válce z roku 1922
- bývalá Martinická cihelna – u silnice do Velkého Meziříčí

| Rok            | 1869 | 1880 | 1890 | 1900 | 1910 | 1921 | 1930 | 1950 | 1961 | 1970 | 1980 | 1991 | 2001 | 2006 | 2013 |
| Počet obyvatel | 248  | 271  | 242  | 249  | 288  | 302  | 242  | 304  | 322  | 339  | 381  | 375  | 413  | 421  | 439  |